# Палацово-парковий комплекс Трембіцьких
Палацово-парковий комплекс Трембіцьких (біл. Пала́цава-па́ркавы ко́мплекс Трамбі́цкіх) — залишки садибно-палацового комплексу в селищі Інтернаціональне, Пружанський район, Берестейська область. Охороняється державою.

## Історія
Після третього поділу Речі посполитої Линово стало власністю генерала Петра Рум'янцева, який швидко розпродав ці землі. Линово придбав Вінцент Трембінський (1762–1842) гербу «Слепаврон», кобринський ловець та камергер останнього короля Речі Посполитої Станіслава Августа. На межі XVIII–XIX століть він збудував тут садибу в класичному стилі, в якій мешкали чотири покоління роду. Це був цегляний одноповерховий будинок, накритий чотирисхильним дахом.
Тільки на початку ХХ століття, коли садиба стала тісною для усіх нащадків, тогочасний власник Владислав Трембіцький зайнявся її перебудовою. Були прибудовані бокові крила, однак у процесі будівництва не вистачило коштів на повну реалізацію задуму, до того ж його здійсненню перешкодив початок Першої світової війни, і зміни вийшли не надто вдалими.
В середині XIX століття в будинку була величезна бібліотека, яка належала бібліофілу Владиславу Трембіцькому, брату власника Линова Богуслава. Не маючи хорошого будинку у своєму маєтку в Микитичах, Владислав зберігав книг в линовському маєтку. З часом кількість кних сягнула кількох тисяч томів, в основному польська та французька література. В бібліотеці були книги та рукописи із збірки Михайла Бобровського, придбані в 1847 році. Після смерті Владислава Трембіцького його бібліотека була передана Замойським та опинилася у Варшаві (в 1944 році була знищена під час пожежі). Рештки книг були вивезені німцями після окупації Пружанщини під час Першої світової війни.
У радянські часи в класицистичному палаці Трембіцьких розміщувалася контора крохмального заводу (який знаходився в будівлі броварів). Однак після того, як завод збанкрутував, садиба поступово розвалилася.

## Опис
Палац був центром композиції. На початку ХХ століття він був перебудований у дусі садибної архітектури ХІХ століття. Довжина будинку складала 110 м. Центральна частина двоповерхова (16×10 м), бокові крила одноповерхові (19×11 м). На одній короткій осі розташовувалися під'їздна алея, партер та палац, однак нові прибудови, закладені Владиславом, порушували осеву симетрію: праве крило недобудували, і воно відрізнялося від решти палацу.
Центральний вхід до садибного будинку мав масивний портик, перший поверх якого складали 5 аркад, над якими піднімалися 4 колони з трикутним фронтоном. Середній ризаліт паркового фасаду одноповерховий, має простору терасу. Ліве крило двоповерхове, з невеликим губцем та колонами.
Інтер'єр помешкань вирізняється різностороністю та багатством оздобленням. В центральному холі стояли мармурові бюсти Нерона та Агрипіни, стеля була покрита вирізами з дерева кесонами. На стінах столової, яка одночасно служила залаю для балів, висіли портрети сімей Трембіцьких та Ажешків. Стіни «темного» салону були поклеєні темними шпалерами, а меблі обтягнуті темно-зеленим сукном. У «яскравому» салоні меблі були оббиті червоним атласом.

### Парк
Площа парку складає 3 га. Планування витягнуте. До садиби вела липова алея довжиною 20 м, яка починалася від головної алеї з кінського каштану. Зі східного боку від в'їзної алеї розташовувалася стайня. В 1921 році в садибі була побудована броварня, до якої вела інша алея з липи кримської та буйнолистої. З боку заводу проходив вузький канал, призначений для відводу зайвої води у Моховець.
По обидва боку симетрично будинку садиби стояли двоє воріт. На партері між воротами та будинком росли клени, граби, ясени, липи, гіркокаштани, рокита золотистоквітна, волоські горіхи, кримські сосни. Невеликий садибний парк доповнювався садом.

## Сучасний стан
Будинок потребує капітального ремонту. Тільки частина його перекрита дахом та використовується. Броварня збереглася, і до недавнього часу в ній діяв крохмальний завод.
Парковий партер безсистемно засаджений деревами, які закривають вид на фасад садиби. Збереглися дерева віком більше 150 років.
3 січня 2012 року садиба разом з крохмальним заводом були продані на аукціоні за 1,1 млрд білоруських рублів (130 000 доларів). переможцем аукціону став російський бізнесмен Блінов, який є співвласником білорусько-російської фірми. Однією з умов продажу було збереження за садибою статусу історико-культурної спадщини.